# Nartnikowate
Nartnikowate (Gerridae) – rodzina pluskwiaków (Hemiptera) z podrzędu różnoskrzydłych (Heteroptera) i infrarzędu pluskwiaków półwodnych (Gerromorpha, syn. Amphibicorisae).

## Wygląd
Jej przedstawiciele osiągają 2–35 mm długości ciała, którego kształt jest silnie wydłużony, rzadziej krępy lub wrzecionowaty. Ich głowa jest krótka, o dużych oczach i pozbawiona przyoczek. Czułki i kłujka 4-członowe, długie. Przedplecze długie, z przodu lekko przewężone, z tyłu zakrywające tarczkę trójkątną płytką. Półpokrywy wyposażone w kilka żyłek formujących 3 do 4 komórek. Przednie odnóża znacznie oddalone od środkowych ku przodowi tułowia, służą do chwytania zdobyczy. Odnóża środkowe i tylne położone blisko siebie, silnie wydłużone, służą do poruszania po powierzchni wody, przy czym środkowe są źródłem napędu, a tylne pełnią rolę steru. Stopy dwuczłonowe. Gruczoł zapachowy zapiersia zazwyczaj bez kanałów bocznych. Boczna i spodnia strona ciała srebrzyście omszona gęstymi, srebrzystymi włoskami, natłuszczanymi przez specjalną wydzielinę. Między tym owłosieniem gromadzą się pęcherzyki powietrza, wykorzystywane przez nartniki do oddychania w zanurzeniu. Wszystkie nartnikowate są wtórnie przystosowane do życia na powierzchni wody.
W obrębie rodziny występuje wewnątrzgatunkowy pterygopolimorfizm, spowodowany czynnikami genetycznymi i środowiskowymi, w którym wyróżnia się cztery morfotypy: makropteryczny (skrzydła w pełni rozwinięte), brachypteryczny (o skrzydłach skróconych, ale maksymalnie do połowy normalnej długości), mikropteryczny (skrzydła skrócone o więcej, niż połowa normalnej długości) oraz bezskrzydły – apteryczny.

## Rozprzestrzenienie i ekologia
Pluskwiaki te występują na wszystkich kontynentach, a przedstawiciele Halobatinae także z dala od lądów, na otwartych oceanach. W Polsce odnotowano 12 gatunków. Nartnikowate żyją na powierzchni wody, wchodząc w skład pleustonu. Są drapieżnikami, odżywiającymi się owadami spadłymi na powierzchnię wody. Zwykle poruszają się z prędkością 1 m/s lub szybciej. Zamieszkują wody stojące i wolno płynące. Wykorzystują napięcie powierzchniowe wody do utrzymania się na jej powierzchni.

## Systematyka
Opisano dotąd około 1 700 gatunków nartnikowatych, zgrupowanych w 9 podrodzinach:
- Charmatometrinae Andersen, 1975
- Cylindrostethinae
- Eotrechinae
- Gerrinae
- Halobatinae Bianchi, 1896
- Ptilomerinae
- Rhadadotarsinae Lundblad, 1933
- Trepobatinae Matsuda, 1960